# Portus Magnus (Almería)
Portus Magnus es el nombre con el que se identifica el puerto descrito por Claudio Ptolomeo y Plinio el viejo, situado en el pueblo de Los Baños de Guardias Viejas a 40 km de la actual ciudad de Almería, España. En época musulmana muchos geógrafos como al-Idrisi todavía la describen como Marsa al-Nafira que significa "Gran puerto".

## Historia
Los indicios históricos y arqueológicos hacen suponer que el área correspondiente al puerto fue ocupada por íberos, fenicios, griegos, cartaginenses, visigodos y musulmanes; pero en especial por el Imperio romano con su llegada durante la campaña de Escipión contra los cartagineses, a finales del siglo III a. C.
El asentamiento de Portus Magnus se correspondería con un gran fondeadero costero situado en la bahía de Guardias Viejas (actual municipio de El Ejido). Fue parte administrativa de la provincia de la Hispania Ulterior, y más tarde, en la provincia Bética donde marcaba su límite oriental en el municipio murgitano.
Portus Magnus habría mantenido necesariamente relaciones con la ya existente Murgi (la ciudad romana más grande entre Malaka y Cartago Nova), Abdera,  Urci o Urke. De este puerto salían miles de ánforas que actualmente forman parte del monte Testaccio. Los romanos introdujeron la organización territorial, las vías de comunicación y los impuestos, y explotaron sistemáticamente los recursos minerales del territorio. Se fortaleció asimismo el comercio con el resto del Mediterráneo, especialmente el del garum, encontrándose restos de instalaciones salineras y de salazón, así como útiles de pesca y ánforas.

## Testimonios

### Testimonios arqueológicos
Si bien se han encontrado diversos restos cerámicos, escultóricos y epigráficos de época romana a lo largo y ancho de la provincia de Almería. En la zona podemos encontrar miles de restos de ánforas romanas (especialmente las Dressel 20), balsas de salazón para el secado del pescado y preparación de garum, y restos de una industria de murex. Destaca el derrotero costero de 1781 (Joaquín Camacho); donde todavía posee una extensión de 22 hectáreas con un muelle de 120 metros de longitud. Estuvo en uso hasta el primer tercio del siglo XIX (Madoz).

### Testimonios historiográficos
El primero autor de la Antigüedad en mencionar Portus Magnus es Plinio el Viejo en su Historia natural, en la que nombra varias poblaciones del sur de Hispania.